# Sphaerozetes arcticus
Sphaerozetes arcticus är en kvalsterart som beskrevs av Hammer 1952. Sphaerozetes arcticus ingår i släktet Sphaerozetes och familjen Ceratozetidae. Inga underarter finns listade i Catalogue of Life.